# Marcel Paon
Marcel Paon était le chef du cabinet du radical Charles Lambert dans les années 1920. Membre du comité central de la Ligue des droits de l'homme, il fut représentant du Haut commissariat aux réfugiés (HCR) auprès de la France, ainsi que membre du Conseil national de la main-d'œuvre et du Conseil supérieur de l'agriculture . Enfin, Paon est expert des questions de la main d'œuvre agricole et auprès du Comité permanent de l'émigration du Bureau international du travail (BIT) .
Contrairement à Charles Lambert, il prônait une politique de distinction entre les étrangers et les Français, explicitée dans L'Immigration en France (Paris, 1926, préface du socialiste Albert Thomas)  . 